# Sixto Romo Mendieta
Sixto Romo Mendieta (f. 1940) fue un político y sindicalista español. 

## Biografía
Oriundo de la localidad de Sacedón, era militante del Partido Socialista Obrero Español (PSOE) y de la Unión General de Trabajadores (UGT). En mayo de 1936 asumió la alcaldía de Sacedón, cargo que habría ejercido al menos hasta 1937. Tras el estallido de la Guerra civil pasó a formar parte del comisariado político del Ejército Popular de la República, ejerciendo como comisario de la 110.ª Brigada Mixta. Al final de la contienda fue hecho prisionero por el Ejército franquista y encarcelado.
Juzgado y condenado a muerte el 11 de julio de 1940, fue fusilado en Guadalajara el 26 de octubre a los 44 años.